# Landtagswahlkreis Hagen II – Ennepe-Ruhr-Kreis III
Der Landtagswahlkreis Hagen II - Ennepe-Ruhr-Kreis III ist ein Landtagswahlkreis in Nordrhein-Westfalen. Er umfasst die Hagener Kommunalwahlbezirke 09 Wehringhausen-Stadtgarten, 10 Wehringhausen-Kuhlerkamp, 21 Eilper Feld/Delstern, 22 Dahl/Volmetal, 23 Geweke/Spielbrink, 24 Haspe-Mitte/Kückelhausen, 25 Hestert/Steinplatz und 26 Westerbauer/Quambusch sowie die Städte Breckerfeld, Ennepetal und Gevelsberg im Ennepe-Ruhr-Kreis.
Der Wahlkreis wurde zur Landtagswahl 2005 im Zuge der Wahlkreisreduzierung neu errichtet. Dafür legte man einen Wahlkreis in Hagen und einen im Ennepe-Ruhr-Kreis zusammen. Die Gemeinden im Ennepe-Ruhr-Kreis gehörten zuvor zum Landtagswahlkreis Ennepe-Ruhr-Kreis I. Der dafür aufgelöste Landtagswahlkreis Ennepe-Ruhr-Kreis III deckte sich zuvor mit der Stadt Witten (heute Ennepe-Ruhr-Kreis II). Ursprünglich gehörten aus der Stadt Hagen die Stadtbezirke Eilpe/Dahl und Haspe zum Wahlkreis
Zur Landtagswahl 2022 kam es zu einer weiteren Neuordnung des Wahlkreises: Ihm wurden nun auch die zuvor zum Landtagswahlkreis Hagen I gehörenden Hagener Kommunalwahlbezirke 09 und 10, die die zum Stadtbezirk Mitte gehörenden Stadtteile Wehringhausen und Kuhlerkamp umfassen, zugeordnet.

## Landtagswahl 2022
Wahlberechtigt waren 89.967 Einwohner.
| Direktkandidat      | Partei   | Erststimmen | Zweitstimmen |
| ------------------- | -------- | ----------- | ------------ |
| Ina Blumenthal      | SPD      | 37,5 %      | 32,9 %       |
| Alexander Ebbert    | CDU      | 31,5 %      | 31,7 %       |
| Petra Backhoff      | GRÜNE    | 15,1 %      | 14,8 %       |
| Daniel Böhler       | FDP      | 5,4 %       | 5,2 %        |
| Carl-Dietrich Korte | AfD      | 7,9 %       | 7,2 %        |
| Ralf Sondermeyer    | LINKE    | 2,5 %       | 1,8 %        |
| –                   | Sonstige | –           | 6,5 %        |

## Landtagswahl 2017
Wahlberechtigt waren 86.087 Einwohner.
| Direktkandidat           | Partei   | Erststimmen | Zweitstimmen |
| ------------------------ | -------- | ----------- | ------------ |
| Hubertus Kramer          | SPD      | 43,0 %      | 36,1 %       |
| Christian Brandt         | CDU      | 33,9 %      | 28,5 %       |
| Nils Kriegeskorte        | GRÜNE    | 4,3 %       | 4,8 %        |
| Ulrich Schilling         | FDP      | 10,1 %      | 12,1 %       |
| Christian Specht         | PIRATEN  | 3,2 %       | 0,9 %        |
| Karlheinz Berger-Frerich | LINKE    | 5,5 %       | 4,2 %        |
| –                        | AfD      | –           | 9,2 %        |
| –                        | Sonstige | –           | 4,3 %        |

Der Wahlkreis wurde im Landtag durch den seit 2005 amtierenden direkt gewählten Wahlkreisabgeordneten Hubertus Kramer (SPD) vertreten. Nach Kramers Tod im Januar 2022 rückte für ihn Falk Heinrichs (SPD) nach.

## Landtagswahl 2012
Wahlberechtigt waren 88.862 Einwohner.
| Direktkandidat                  | Partei   | Erststimmen | Zweitstimmen |
| ------------------------------- | -------- | ----------- | ------------ |
| Dirk Weithe                     | CDU      | 26,1 %      | 21,4 %       |
| Hubertus Kramer                 | SPD      | 50,3 %      | 45,1 %       |
| Karen Haltaufderheide           | GRÜNE    | 8,4 %       | 9,7 %        |
| Liselotte Ellner                | FDP      | 4,4 %       | 7,7 %        |
| Karlheinz Rudolf Berger-Frerich | LINKE    | 2,7 %       | 2,5 %        |
| Chris Julian Demmer             | PIRATEN  | 8,8 %       | 8,3 %        |
| –                               | Sonstige | –           | 5,2 %        |

## Landtagswahl 2010
Wahlberechtigt waren 89.828 Einwohner.
| Direktkandidat                  | Partei  | Erststimmen | Zweitstimmen |
| ------------------------------- | ------- | ----------- | ------------ |
| Hubertus Kramer                 | SPD     | 46,9 %      | 41,5 %       |
| Jens Knüppel                    | CDU     | 31,6 %      | 29,3 %       |
| Philipp Josef Beckmann          | FDP     | 3,9 %       | 5,7 %        |
| Justus Koch                     | GRÜNE   | 8,4 %       | 9,7 %        |
| Karlheinz Rudolf Berger-Frerich | LINKE   | 5,8 %       | 5,6 %        |
| Udo Franke                      | NPD     | 1,6 %       | 1,1 %        |
| Holger Wernicke                 | pro NRW | 1,8 %       | 2,3 %        |
| -                               | PIRATEN | -           | 1,7 %        |

## Landtagswahl 2005
Wahlberechtigt waren 91.845 Einwohner.
| Direktkandidat        | Partei | Stimmen in % |
| --------------------- | ------ | ------------ |
| Hubertus Kramer       | SPD    | 43,8         |
| Johannes Kraft        | CDU    | 39,5         |
| Gunther Bicking       | FDP    | 5,7          |
| Karen Haltaufderheide | GRÜNE  | 4,7          |
| Franco Flebus         | REP    | 0,9          |
| Kerstin Rosan         | PDS    | 1,0          |
| Wolfgang Mond         | NPD    | 1,3          |
| Judith Beckfeld       | ödp    | 0,3          |
| Thomas Schock         | WASG   | 2,9          |